# Пірінем
Пірінем (рос. Пиринемь) — присілок в Пінезькому районі Архангельської області Російської Федерації.
Населення становить 399 осіб. Входить до складу муніципального утворення Пірінемське муніципальне утворення.

## Історія
Від 1937 року належить до Архангельської області.
Орган місцевого самоврядування від 2004 року — Пірінемське муніципальне утворення.

## Населення
1. Н/Д[2]